# Pierre Chareau

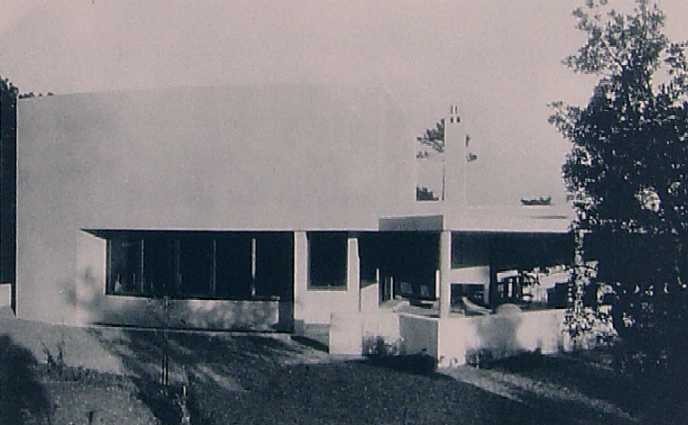
Sede del club de golf Beauvallon, en Sainte-Maxime

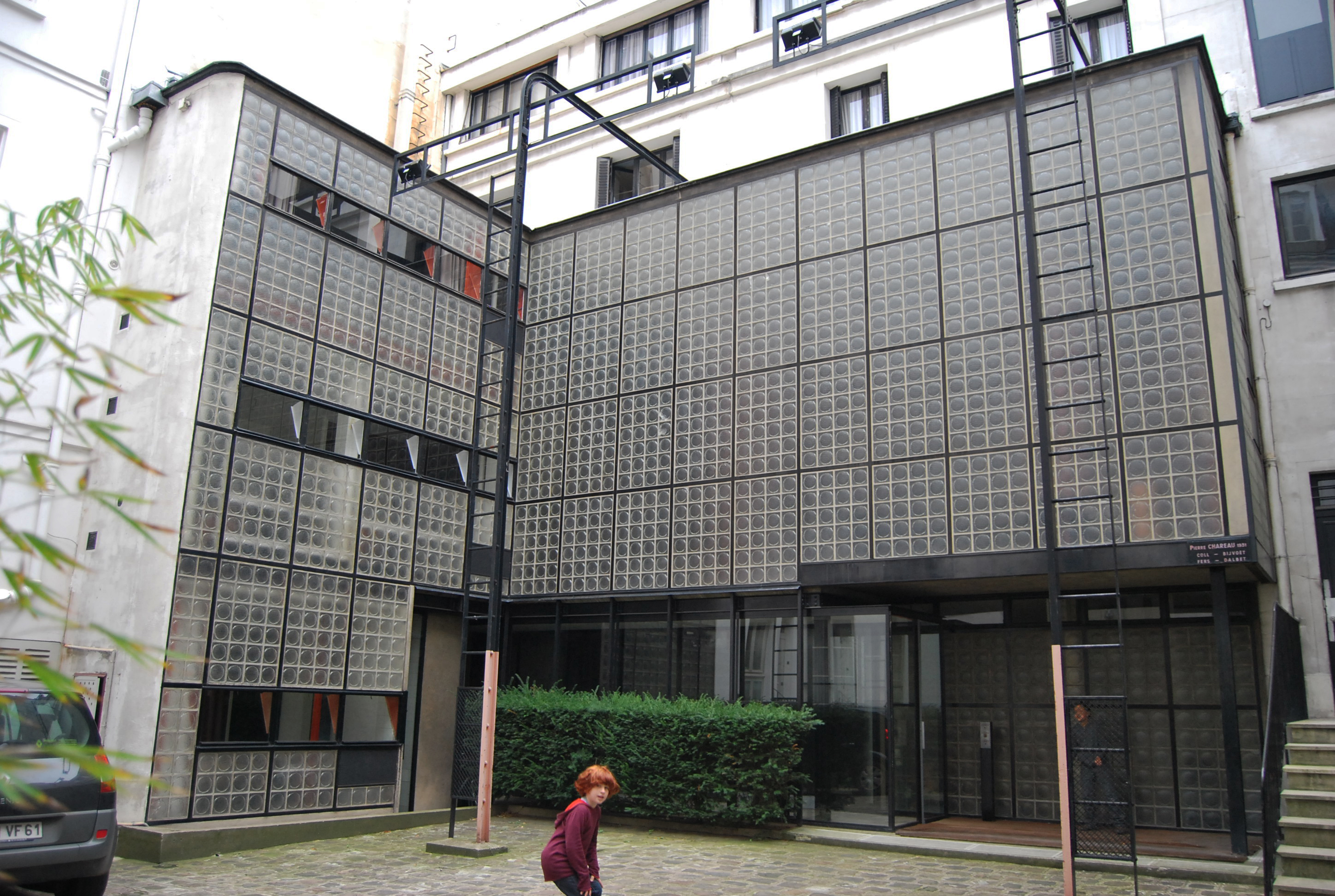
Maison de Verre, 1928-1932

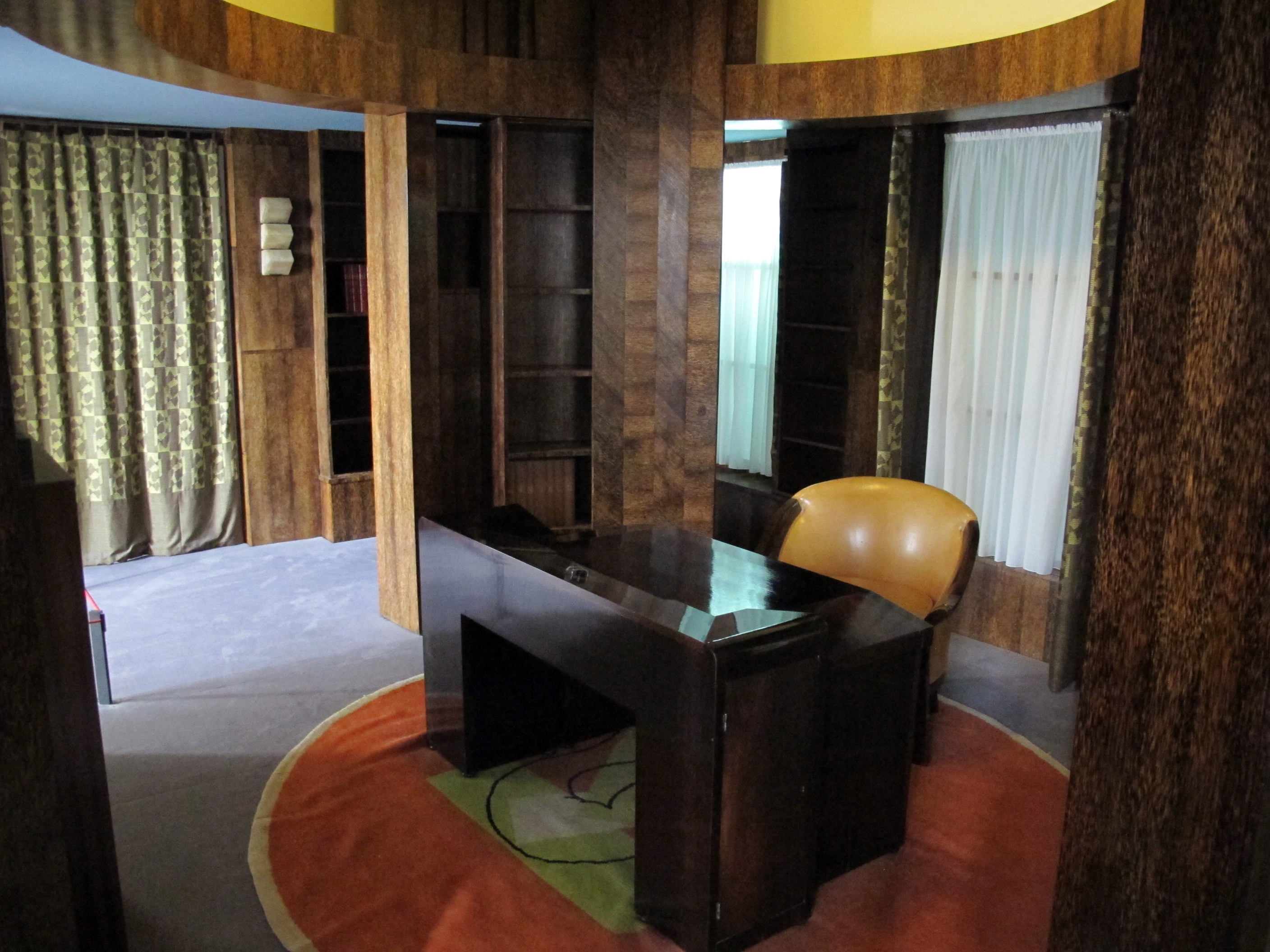
Despacho-biblioteca de Pierre Chareau, Museo de las Artes Decorativas, París

Pierre Chareau (4 de agosto de 1883-24 de agosto de 1950) fue un arquitecto y diseñador francés.

## Primeros años
Chareau nació en Burdeos, Francia. Asistió a la Escuela Nacional Superior de Bellas Artes de París cuando tenía 17 años.

## Obra
Chareau es conocido por diseñar la famosa casa de París, realizada con acero y cristal, Maison de Verre.
Sus diseños destacaban por su compleja naturaleza.
Chareau fue miembro del Congreso Internacional de Arquitectura Moderna.

## Lecturas complementarias
- Brian Brace Taylor: Pierre Chareau, Taschen, 1998
- Dominique Vellay: La Maison de Verre, Thames & Hudson, 2007
- Marc Vellay y Kenneth Frampton: Pierre Chareau. Architect and Craftsman 1883-1950, Rizzoli, 1990